# Clan (canal de televisión)
Clan es un canal de televisión español en abierto, perteneciente a Televisión Española. Emite programación infantil y juvenil con series, dibujos animados y espacios juveniles.

## Historia
Clan TVE fue lanzado al aire el 12 de diciembre de 2005, en principio compartiendo espacio de programación con el canal conmemorativo TVE 50 Años (hasta entonces, Canal Nostalgia) entre las 7:00 y 21:00. Tras la desaparición de este último el 1 de enero de 2007, Clan TVE pasó a ocupar todo el horario de emisión y se consolidó como el primer canal infantil español de televisión abierta. Las siglas TVE desaparecen definitivamente de su nombre en septiembre de 2008, con la renovación de su identidad corporativa, junto con la de toda RTVE.
Hasta 2011, solía ser considerado como «el canal temático más visto en España», y junto a Teledeporte y 24h, ha logrado cifras históricas de audiencia, llegando a superar a los canales nacionales en dicha fecha. El 27 de agosto de 2010 estrenó la novena temporada de Smallville en pantalla panorámica 16:9, siendo la primera emisión del canal en emitir en esta relación de aspecto y en estrenar la temporada antes que Fox. Desde 2014, ha emitido contenidos relacionados con Operación Triunfo o MasterChef y sus derivados, abriendo su oferta a un target más juvenil y variado.
Desde comienzos de 2012, Clan llegó a un acuerdo con el Instituto Nacional de Tecnología de la Comunicación para publicar contenidos que enseñen a los niños hábitos seguros en internet, ofreciendo también consejos de seguridad para padres y tutores.  Debido a esto, el canal fue considerado como una «plataforma de gran utilidad para docentes de primaria».
En el verano de 2013, Clan lanzó una campaña denominada «Let's Clan», la cual consistía en el aprendizaje del idioma inglés al sintonizar la segunda pista de audio de cualquier serie del canal, que emitía en inglés.

## Señal en  lenguas cooficiales
El canal infantil de TVE, desde el comienzo de sus emisiones se emiten en castellano, V.O e inglés, y subtítulos en castellano e inglés, pero con la ausencia de las lenguas cooficiales, tanto en audios como en subtítulos, contraria al artículo 9.1 de la ley 8/2009. Este problema quiere subsanar el presidente de la corporación RTVE José Pablo López con la incorporación paulatina de las lenguas cooficiales, comenzando por el catalán y el gallego a finales de 2025 y, posteriormente, el euskera. Dicha medida es fruto del acuerdo para la renovación del consejo de administración de RTVE entre el PSOE, junts, ERC y PNV.
 

## Señal en alta definición
El 20 de septiembre de 2017 se anunció durante una reunión del Consejo de Administración de RTVE el inicio de emisiones en alta definición del canal, comenzando a emitir desde el 31 de octubre de 2017, junto con La 2 HD. Inicialmente, los contenidos de la señal de Clan HD provenían de un reescalado desde su versión SD. No fue hasta finales de noviembre de 2018 cuando empezaron las emisiones en HD nativo. Hasta noviembre de 2020, las emisiones de Clan HD no dispusieron de teletexto por limitaciones técnicas.
El 23 de noviembre de 2017 el operador Vodafone TV procedió a incorporar de manera oficial la señal a su oferta en sus decodificadores TIVO Desde comienzos de noviembre, la cablera R incluye en el dial 154 el canal HD en los descodificadores "desco HD" y  "desco 4K".
Las versiones en definición estándar (SD) y en alta definición (HD) coexistieron hasta el 11 de febrero de 2024, cuando TVE pasó a emitir solamente en HD.

## Señal internacional
Desde 2017 el canal está disponible por satélite de Hispasat para Latinoamérica. El 4 de noviembre de 2019, ingresa a la parrilla de Movistar TV (Argentina), en el dial 512, siendo eliminada de dicho servicio el 15 de abril de 2021. El 16 de mayo de 2022 el canal es reingresado a la grilla de ese operador en la ubicación mencionada.

## Espacios y productos derivados del canal

### Revista Clan
El 25 de marzo de 2010 se lanzó la revista Clan, una publicación de tirada nacional que se emite mensualmente. Esta revista está dirigida al público infantil de entre 3 y 10 años, y ofrece contenidos sobre las series del canal, consejos, juegos, pósteres, regalos, sorteos, cómics, manualidades y contenido didáctico en general.

### El Clan de los Titirimúsicos
En septiembre de 2010, Clan estrenó El Clan de los Titirimúsicos, un espacio de divulgación para niños donde se trataban temas como el reciclaje, la lectura, la música, los oficios, etc.

### Clanners
En 2011, Clan presentó a sus nuevas mascotas, los Clanners, quienes servirían como nexo de unión entre los distintos espacios del canal a través de una serie de cortometrajes animados.

### Tableta Clan
En octubre de 2012, Clan lanzó al mercado una tableta en la que se podían visualizar las series del canal a la carta, jugar a juegos, pintar y hacer fotografías con filtros de los personajes de Clan. Un año más tarde, debido a su éxito, TVE lanzó una versión mejorada llamada Clan 2.

### Let’s Clan
En septiembre de 2013, TVE puso en marcha Let’s Clan, un espacio con series en inglés en colaboración con British Council. Su objetivo es fomentar el aprendizaje y uso del idioma entre los niños y niñas.

### Fabriclan
En 2014, Fabriclan llegó al canal de la mano de Jorge Pérez y un grupo de niños. Su finalidad era la de conocer cómo se fabrican los productos más cotidianos.

### Cocina con Clan
El 5 de octubre de 2014, Clan estrenó Cocina con Clan, un programa de cocina presentado por el cocinero Enrique Sánchez. Este, acompañado por cuatro niños, preparaba platos y les enseñaba de dónde vienen los alimentos, con visitas a la huerta, la granja, la lonja o el mercado.

### Big Band Clan
En 2015, Clan estrenó una serie de producción propia llamada Big Band Clan, en colaboración con El Terrat. Se trataba de una comedia que narraba las aventuras de cuatro niños y un maestro que les quería mostrar las maravillas de la ciencia.

### Las nanas de Clan
En 2016, el canal inició la emisión de un espacio que emitía la melodía de nanas tradicionales con dibujos animados de fondo. Este se solía emitir en bucle de madrugada.

### Festival Clan
En 2015 y 2016, Clan celebró sus primeros diez años de emisiones con la celebración de un festival musical llamado Ven a mi cumple. Este realizó una gira por varias localidades de España con varios personajes del canal, entre ellos Los Lunnis.
Debido al éxito cosechado el año anterior, TVE volvió a llevar a cabo el Festival Clan en 2017, esta vez llamado Clan en vivo. En esta ocasión, aparte del espectáculo musical, también se añadió la figura de un animador para que no faltara el humor.

### Clan internacional
El 30 de junio de 2017, TVE lanzó la versión internacional de Clan para su emisión en países de habla hispana. El canal cuenta con contenidos de producción propia y coproducciones para el público infantil.

### Club Clan / Verano Clan
El 30 de junio de 2018, Clan inició la emisión del Club Clan, un espacio que fomenta los valores a través de campañas de concienciación. Así, por medio de breves vídeos, cada mes se trata un tema diferente como el fomento de la lectura, la igualdad de género, el respeto al medioambiente, el uso responsable de las redes, el fomento del conocimiento del inglés o la lucha contra el acoso escolar. En verano, se emite un espacio similar llamado Verano Clan, el cual cuenta también con personajes de las series.

### Signaclan
Signaclan es un apartado de la página web en el que se adaptan los contenidos a la lengua de signos. El tema principal son las leyendas que forman parte del folklore y la literatura de España adecuadas al público infantil.

### App de Clan
Clan dispone de una aplicación móvil, a través de la cual se pueden visualizar los contenidos del canal a la carta, jugar a juegos, aprender inglés, colorear a algunos de sus personajes y ver el canal en directo.

### Tienda Clan
Clan cuenta también con una tienda online. En ella se pueden adquirir productos como juguetes, juegos, material escolar o dispositivos electrónicos, entre otros, todo ello relacionado con las series y programas del canal.

### Educlan
El 16 de marzo de 2020, durante la pandemia de COVID-19, Clan puso en marcha una iniciativa que ofrecería a las familias recursos educativos para complementar tanto los materiales implementados por las administraciones educativas como los contenidos de entretenimiento que ofrece el canal mientras las clases presenciales estuvieran suspendidas. Este proyecto fue llevado a cabo con la colaboración del Ministerio de Educación y Formación Profesional a través del INTEF, además de varias editoriales educativas como Edebé, Anaya, SM, McGraw Hill y Smile&Learn.
Por su parte, los contenidos se agruparían en tres canales: EduClan 3 a 5 años, EduClan 6 a 8 años y EduClan 9 a 10 años. Además, las familias tendrían acceso a vídeos sobre las diferentes áreas curriculares.

## Audiencias
Evolución de la cuota de pantalla mensual, según las mediciones de audiencia elaborados en España por Kantar Media.
| Año  | Enero | Febrero | Marzo  | Abril | Mayo  | Junio  | Julio | Agosto | Septiembre | Octubre | Noviembre | Diciembre | Media anual |
| ---- | ----- | ------- | ------ | ----- | ----- | ------ | ----- | ------ | ---------- | ------- | --------- | --------- | ----------- |
| 2007 | 1,3 % | 2,0 %   | 1,8 %  | 1,9 % | 1,9 % | 2,1 %  | 2,6 % | 2,9 %  | 3,0%       | 3,0 %   | 3,5 %     | 3,4 %     | 0,2 %       |
| 2008 | 3,1 % | 3,4 %   | 2,6 %  | 3,1 % | 4,2 % | 4,8 %* | 3,9 % | 3,3 %  | 3,5 %      | 3,1 %   | 3,3 %     | 3,0 %     | 0,6 %       |
| 2009 | 2,8 % | 2,8 %   | 2,7 %  | 2,8 % | 2,6 % | 2,9 %  | 3,4 % | 3,4 %  | 3,8 %      | 3,8 %   | 3,1 %     | 3,6 %     | 1,4 %       |
| 2010 | 2,5 % | 2,5 %   | 2,7 %  | 3,1 % | 3,2 % | 3,5 %  | 3,9 % | 4,1 %  | 3,6 %      | 3,1 %   | 3,1 %     | 3,4 %     | 3,2 %       |
| 2011 | 3,3 % | 3,2 %   | 3,5 %  | 3,4 % | 3,2 % | 3,5 %  | 3,4 % | 3,4 %  | 3,3 %      | 2,9 %   | 2,6 %     | 2,7 %     | 3,2 %       |
| 2012 | 2,5 % | 2,4 %   | 2,3 %  | 2,4 % | 2,4 % | 2,5 %  | 2,8 % | 2,6 %  | 2,7 %      | 2,6 %   | 2,4 %     | 2,6 %     | 2,5 %       |
| 2013 | 2,3 % | 2,4 %   | 2,4 %  | 2,3 % | 2,3 % | 2,5 %  | 2,6 % | 2,4 %  | 2,2 %      | 2,2 %   | 2,2 %     | 2,3 %     | 2,4 %       |
| 2014 | 2,2 % | 2,3 %   | 2,2 %  | 2,2 % | 2,2 % | 2,4 %  | 2,4 % | 2,4 %  | 2,4 %      | 2,1 %   | 2,0 %     | 2,2 %     | 2,3 %       |
| 2015 | 2,0 % | 2,2 %   | 2,3 %  | 2,7 % | 2,8 % | 2,6 %  | 2,9 % | 2,7 %  | 2,6 %      | 2,2 %   | 2,2 %     | 2,5 %     | 2,4 %       |
| 2016 | 2,2 % | 2,2 %   | 2,5 %  | 2,4 % | 2,2 % | 2,4 %  | 2,6 % | 2,4 %  | 2,2 %      | 2,1 %   | 2,0 %     | 2,1 %     | 2,2 %       |
| 2017 | 1,9 % | 1,8 %   | 1,8 %  | 1,9 % | 1,7 % | 2,0 %  | 2,2 % | 2,1 %  | 2,3 %      | 1,9 %   | 1,8 %     | 2,0%      | 2,0%        |
| 2018 | 1,9 % | 1,8 %   | 1,8 %  | 1,7 % | 1,6 % | 1,6 %  | 1,8 % | 1,9 %  | 2,0%       | 1,8%    | 1,7%      | 1,8%      | 1,8%        |
| 2019 | 1,7%  | 1,6%    | 1,8%   | 1,9%  | 1,8%  | 2,0%   | 2,3%  | 2,1%   | 2,3%       | 1,8%    | 1,8%      | 2,0%      | 1,9%        |
| 2020 | 1,9%  | 1,7%    | 1,6%   | 1,5%  | 1,5%  | 1,7%   | 1,8%  | 1,9%   | 1,8%       | 1,5%    | 1,4%      | 1,6%      | 1,7%        |
| 2021 | 1,4%  | 1,2%**  | 1,2%** | 1,3%  | 1,2%  | 1,2%   | 1,1%  | 1,0%   | 1,1%       | 1,0%    | 1,0%      | 1,1%      | 1,2%        |
| 2022 | 1,0%  | 0,8%    | 0,8%   | 0,8%  | 0,9%  | 1,0%   | 0,9%  | 0,9%   | 1,0%       | 0,9%    | 0,9%      | 1,0%      | 0,9%        |
| 2023 | 0,9%  | 0,8%    | 0,9%   | 0,9%  | 0,9%  | 0,9%   | 0,9%  | 1,0%   | 1,0%       | 0,9%    | 0,9%      | 0,9%      | 0,9%        |
| 2024 | 0,9%  | 0,8%    | 0,8%   | 0,7%  | 0,7%  | 0,7%   | 0,7%  | 0,8%   | 0,8%       | 0,7%    | 0,7%      | 0,7%      | 0,8%        |
| 2025 | 0,9%  | 0,8%    | 0,8%   | 0,8%  | 0,8%  | 0,9%   | 0,9%  |        |            |         |           |           |             |